# Разделочная доска

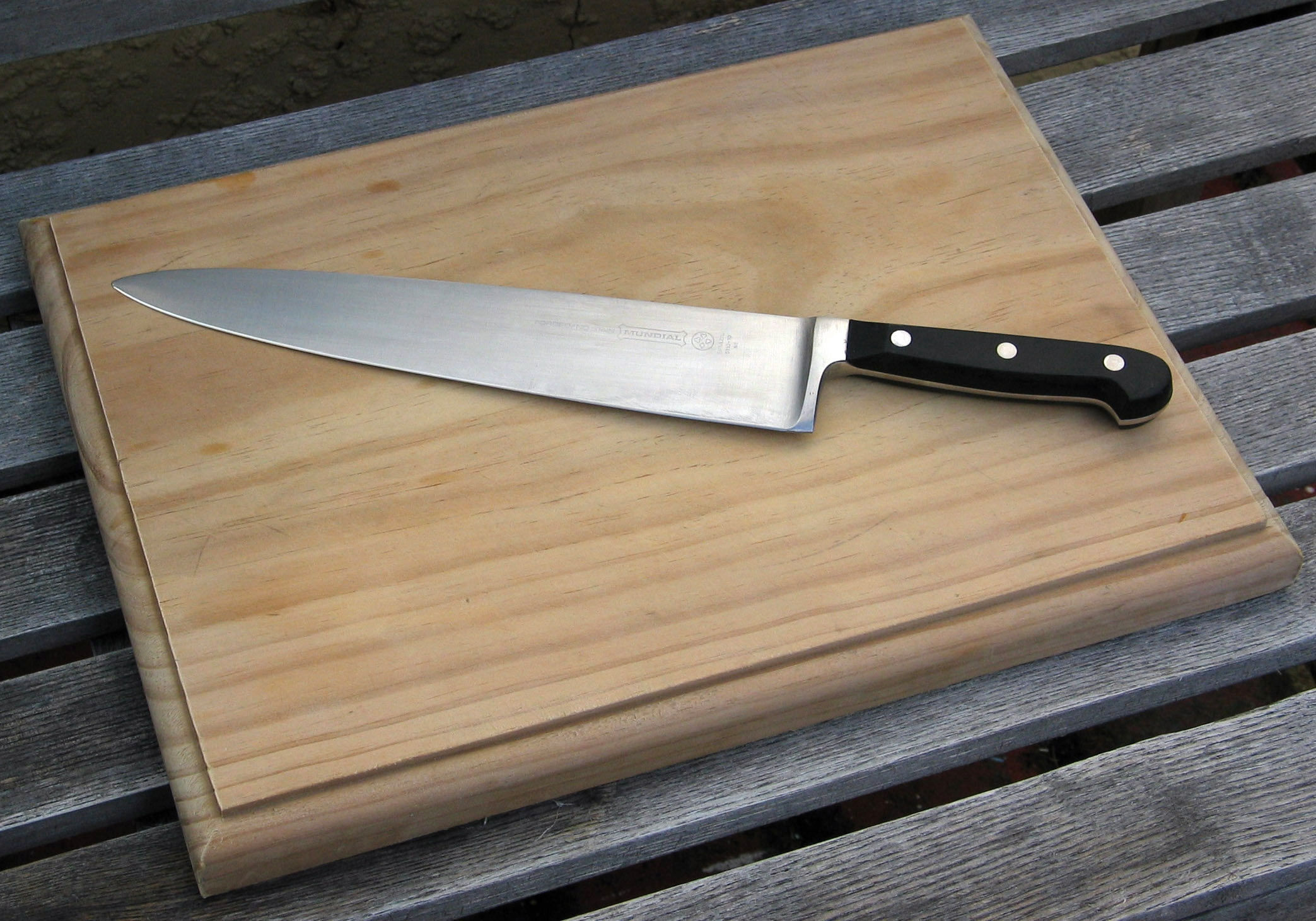
Нож на разделочной доске

Разделочная доска — предмет кухонного обихода предназначенный для резания или разрубания продуктов питания. Представляет собой плиту с плоской или слегка вогнутой рабочей поверхностью, выполненной из материала, контакт с которым не сильно затупляет кухонные ножи.
Разделочные доски могут иметь различную форму и большой диапазон размеров. Принципиально все разделочные доски можно разделить на две большие группы: тяжелые и легкие. Тяжелые разделочные доски — это доски с массой более 1 кг, они неподвижно располагаются на столе и могут занимать всю столешницу. Легкие разделочные доски — это разделочные доски небольшой массы и ограниченного размера, их функциональное отличие от тяжелых досок заключается в том, что они используются как тара для переноса продуктов. Легкие разделочные доски занимают главенствующее положение на бытовых кухнях; в то время как на профессиональных доминируют тяжелые.

## Общие требования к разделочным доскам

Круглая торцевая разделочная доска из акации

Разделочная доска должна предоставлять пользователю удобное и безопасное основание для работы. Она должна быть устойчивой, не раскачиваться, не скользить и не прогибаться. Она не должна подпрыгивать при работе, создавая травмоопасные ситуации. Желательно наличие у разделочной доски эластичных ножек, гасящих удары ножа и обеспечивающих устойчивость. Её рабочая поверхность должна быть достаточно твердой и износостойкой, эффективно противостоять режуще-рубящим воздействиям. Но при этом рабочая поверхность разделочной доски не должна быть излишне твердой, иначе ножи будут быстро терять заточку.

Высота рабочей поверхности разделочной доски должна соответствовать росту пользователя. Она должна располагаться на высоте 10-15 см ниже, чем расстояние от пола до локтя режущего. Такая высота обеспечивает удобство работы и позволяет избежать быстрого переутомления. 

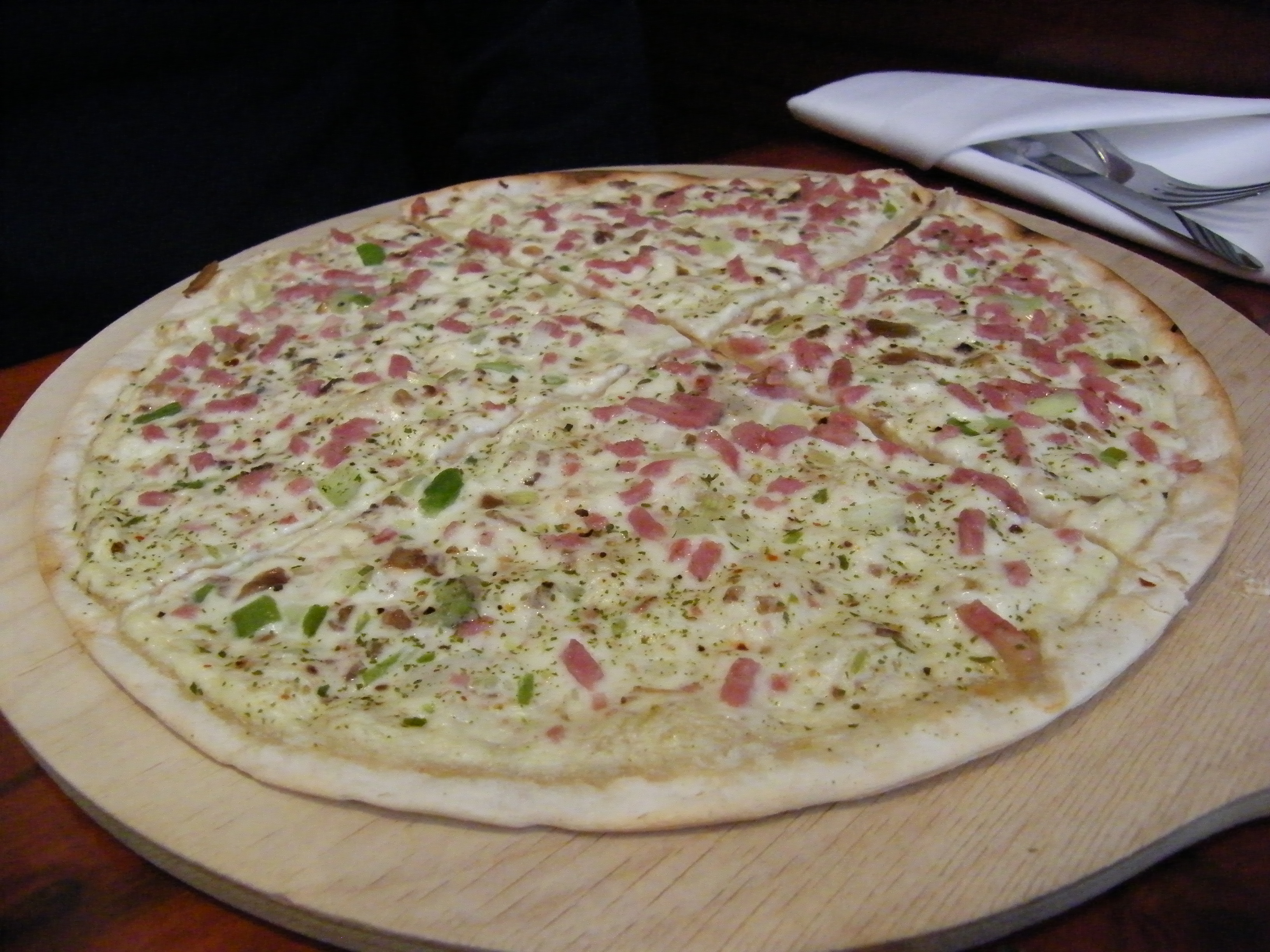
Тарт фламбе, традиционно подаваемый на подставке под горячее

## Санитарно-гигиенические требования к разделочным доскам
Разделочная доска должна соответствовать санитарно-гигиеническим требованиям к кухонному инвентарю. Она должна легко мыться, не должна выделять вредных веществ, быть стойкой к воздействию пищевых кислот, не должна менять цвет продуктов и придавать им посторонние запахи и вкусы. После каждого использования необходимо очистить доску от остатков пищи и тщательно промыть. Периодически разделочные доски необходимо подвергать дезинфекции.
Для минимизации рисков инфекционных заболеваний вследствие перекрестного обсеменения бактериями, необходимо использовать разные доски для работы с различными группами продуктов. Чтобы избежать использование доски не по назначению СанПиН 2.3.6.1079-01 предписывает буквенно маркировать разделочные доски, согласно группе продуктов для которой они предназначены. Стандартом HACCP для этих же целей принята цветовая маркировка.
| Тип продукта       | Маркировка СанПиН | Маркировка HACCP |
| ------------------ | ----------------- | ---------------- |
| сырое мясо         | «СМ»              | красная          |
| сырая курица       | «СК»              | желтая           |
| сырая рыба         | «СР»              | синяя            |
| сырые овощи        | «СО»              | зелёная          |
| варёная мясо       | «ВМ»              | коричневая       |
| варёная рыба       | «ВР»              | коричневая       |
| вареные овощи      | «ВО»              | коричневая       |
| мясная гастрономия | «МГ»              | коричневая       |
| гастрономия        | «Г»               | коричневая       |
| зелень             | «З»               | зелёная          |
| квашеные овощи     | «КО»              | коричневая       |
| сельдь             | «Сельдь»          | коричневая       |
| хлеб               | «Х»               | коричневая       |
| рыбная гастрономия | «РГ»              | коричневая       |
| сыр                | «С»               | белая            |

В условиях домашней кухни строгим разделением разделочных досок можно пренебречь, ограничившись раздельными досками для сырых и готовых продуктов.

## Материалы
Дерево является самым распространенным материалом разделочных досок. Деревянная разделочная доска может быть выполнена из цельного куска древесины или склеена из отдельных плашек. Из разных пород дерева изготавливаются доски с разными потребительскими свойствами. Из гевеи, акации, гледичии, ясеня получаются доски стойкие к порезам, хорошо противостоящие влаге, плохо впитывающие запахи. Из бука и берёзы получаются доски очень бережные к заточке ножей. А дубовые доски обладают красивой текстурой, и высокими антибактериальными свойствами, благодаря обилию дубильных веществ. Не меньшими, чем дуб, антибактериальными свойствами обладают доски из лиственницы, для них так же характерна очень высокая стойкость к намоканию.
Не меньше чем деревянные распространены пластиковые разделочные доски. Для них могут использоваться различные виды пластика, но наиболее распространен полипропилен. Пластиковые разделочные доски изготавливаются в самых разнообразных формах и цветов. Из пластика можно изготовить оригинальные доски, сочетающие в себе множество функций. Очень существенным преимуществом пластиковых досок перед деревянными является их исключительная водостойкость. Один из их недостатков очень частое отсутствует информации о типах применяемых пластиков и используемых в них добавках, это вызывает опасения по поводу их безопасности, из-за возможного выделения токсичных веществ. При применении пластиковых разделочных досок важно соблюдать способ мытья, указанный производителем, так как пластиковые разделочные доски могут разрушается при мытье в посудомойке, или применения средств бытовой химии.
В последние годы[какие?] получили распространение бамбуковые доски, их изготавливают из склеенных пластинок бамбука. Основное их преимущество — высокая стойкость к воздействию воды и устойчивость к короблению. По сохранению заточки ножей бамбук существенно уступает древесине и большинству пластиков. Главным же его недостатком является неэкологичность: плантации бамбука расположены в заболоченных низовьях рек, из-за этого в тканях бамбука откладываются токсические вещества и тяжелые металлы, содержащиеся в сточных водах промышленных предприятий и городов, расположенных выше по течению.
Силиконовые разделочные доски правильнее будет назвать ковриком для резки. Их преимущества — легкость, гибкость, большой выбор цветов. Основной недостаток — это образующиеся на них глубокие порезы от ножа, в которых размножаются бактерии, обезвредить которых практически невозможно без высокотемпературной обработки.
Стекло, керамика, натуральные камни, металл также используются для изготовления досок, но от них ножи быстро тупятся, поэтому такие доски рекомендуются только как украшения интерьера или для сервировки.